# Terminator Salvation (игра)
Terminator Salvation (рус. Термина́тор: Да придёт спаситель) — видеоигра, шутер от третьего лица, выпущенная 19 мая 2009 года, по совпадению одновременно с выходом фильма «Терминатор: Да придёт спаситель» на той же неделе. Разрабатывалась The Halcyon Company вместе с компанией GRIN и была издана компаниями Equity Games и Evolved Games. Игра была выпущена для Microsoft Windows, PlayStation 3, Xbox 360, мобильных телефонов и iOS. Всё прохождение игры занимает около четырёх часов. Игра не имеет дополнительных функций, кроме способности изменять уровни сложности. Вся основная информация по развитию сюжета представлена через размышления о команде главного героя, а также через периодические радиопереговоры.

## Игровой процесс
Terminator Salvation является шутером от третьего лица, где игрок сражается с силами Скайнета: роботами, как встречаемыми в фильме «Терминатор: Да придёт спаситель», так и новыми, разработанными специально для игры.

## Сюжет
Джон Коннор размышляет о подготовке к будущей битве. Возвращаясь к точке с Блэр Уильямс и другими солдатами, они сражаются и расчищают себе путь от машин. Они обнаруживают, что вертолётов, которые должны были их ожидать с целью эвакуации, нет. Группа спасается в грузовиках от множества машин, но их атакует летающий робот класса «Hunter-Killer». После того, как Джону Коннору удается уничтожить HK, появляется T-600 и убивает несколько членов его команды.
Команда путешествует под землей, потом опять поднимается наверх, сражаясь с машинами. Выжившим троим удаётся достичь точки эвакуации и встретить солдат. Аэростаты-беспилотники атакуют и Коннор, Уильямс и другие идут на улицу, чтобы прикрыть солдат. Один умирает в бою. Команда Сопротивление во главе с солдатом Дэвидом Уэстоном (Шон Кори Купер) просит о помощи, но её радио-передача теряется. Затем команда пытается очистить район для места посадки вертолета. Вертолёт приземляется и спасает команду, но Коннор и Уильямс остаются чтобы спасти команду Уэстона. Дуэт спускается в подземелье через канализацию.
Дуэт спасает четырёх солдат: Энджи (Роуз МакГоуэн), Декарда (Джо Камарено) и Самуэля Добкина (Нолан Норт). Вместе они борются с легионом машин, а затем, после этого, решают вместе направиться к старому форпосту Сопротивления. Декард и солдат, чьё имя остаётся неизвестным, убиты Т-600 и команда вынуждена отступить. Им удается уничтожить два робота Т-600. Они не имеют иного выбора кроме, как отступить. Команде удаётся уничтожить ещё одного Т-600, хотя Добкин получает смертельное ранение.
Трио продолжают идти в Скайнет, защищая себя. Они решили пойти к башне, чтобы иметь возможность наблюдать за патрулями Skynet для того, чтобы спланировать маршрут и спасти Уэстона. Они сталкиваются с Т-600 с резиновой кожей. Коннор предупреждает двух других о Т-800, который имеет «реальную кожу», которую сложно отличить от человеческой. Они достигают башни, где сталкиваются с Hunter-Killer, но Коннор, Уильямс и Энджи уничтожают его. На соседней улице оказывается слишком много машин, поэтому они решают поехать к Union Station через тоннель метро, по следам Skynet, вместо первоначального плана.
По пути они попадают в скрытый лагерь оставшейся в живых группы. Первоначально в группе не доверяют им (так как знают о Т-600 с резиновой кожей), но им удается завоевать их доверие. В группе говорят, что они не сталкивались с Skynet в течение длительного времени. Машины наступают и Коннор, Уильямс и Барнс сражаются с ними, а Уоррен и Энджи покидают район. Барнс рассказывает Коннору, что его вины в том, что машины их нашли, нет и что на самом деле машины приходят каждые два месяца. Они взрывают машины вместе с бывшим убежищем и все эвакуируются на поезде. Коннор и Уильямс защищают поезд ракетной пусковой установкой. По пути спасают других людей от машин. Поезд сходит с рельсов, поэтому группе приходится идти пешком, попутно встречаясь с другими солдатами. Уорен говорит Коннору, что дальше их пути расходятся. Барнс говорит Уорену что устал постоянно прятаться и хочет присоединиться к Сопротивлению.
Сражаясь с множеством машин, группа проникает в Скайнет. Когда Коннор крадет важные документы, сигнализация случайно срабатывает. В то время как Барнс устанавливает взрывчатку, Коннор, Энджи и Блэр удерживают натиск Т-600 и Т-7-T. Взрывчатка вот-вот сдетонирует, и группа забегает в лифт, чтобы убежать. С помощью панели управления, расположенной снаружи лифта, Энджи жертвует собой, чтобы Коннор и др. смогли вернуться на поверхность. Джон мучается чувством вины, но Блэр объясняет, что Энжи спасла его из-за того, что верила в то, что он может помочь человечеству победить.
Позже, Коннор перепрограммирует танк «Охотник-убийца», чтобы идти прямо к Скайнет. Он не имеет кода доступа к орудиям. Команда Уоррена возвращается к Коннору с извинениями. Уоррен предоставляет Коннору коды доступа к орудиям.
Группа собирается найти и уничтожить зенитные турели Скайнет. Они разрушают четыре области, на которых располагались машины, но танк получает слишком много урона. К Коннору, Уильямсу и Барнсу присоединяются трое мужчин, чтобы помочь им отключить турели и найти людей Уэстона. Уоррен и другие прикрывают Коннора, уничтожив столько машин, сколько возможно.
Они проникают в Скайнет и уничтожают все машины, с которыми сталкиваются, пока не найдут Уэстона и его людей. Мужчины Уоррена соглашаются сопровождать их на транспортных средствах, в то время как Коннор, Уильямс, Уэстон и Барнс будут переходить через множество туннелей, чтобы отключить турели.
Четвёрка пытается попасть в диспетчерскую. Коннор выключает машины на несколько минут, . Этого времени достаточно, чтобы покинуть Skynet. Все четверо возвращаются в свой лагерь Сопротивления. Коннор признаётся, что приобрел веру в будущее.

## Разработка
Игра была анонсирована 15 ноября 2007 года, когда компания The Halcyon Company объявила о создании Halcyon Games, дочерней студии по разработке видеоигр. Игра находилась в разработке в течение нескольких месяцев компаниями GRIN и Halcyon Games, задолго до съемок одноимённого фильма. Питер Левин, бывший исполнительной директор The Walt Disney Company, возглавляет Halcyon Games в качестве исполняющего обязанности генерального директора. Генеральный директор сказал, что Halcyon решили разработать игру самостоятельно, а не приобретать ещё одну студию для создания игры.
Изначально многопользовательский режим планировалось не разрабатывать, чтобы выпустить игру в соответствии с графиком.

## Оценки
| Сводный рейтинг | Сводный рейтинг | Сводный рейтинг |
| Издание         | Оценка          | Оценка          |
| Издание         | PS3             | Xbox 360        |
| --------------- | --------------- | --------------- |
| GameRankings    | 47,04 %         | 49,95 %         |

Terminator Salvation получил смешанные отзывы от критиков. Оценки разнятся в зависимости от платформы, на которой игра вышла. GameRankings и Metacritic дали игре оценку 82,50 % для версии IOS; 49,95 % и 48 из 100 для версии Xbox 360; 47,04 % и 43 из 100 для версии PlayStation 3; 47,89 % и 49 из 100 для ПК-версии.
Рецензент GameSpot Крис Уоттерс оценил игру в 5 из 10, ссылаясь на однообразные бои, посредственные визуальные эффекты, краткость игры, и что ведущего актёра фильма, Кристиана Бейла, не позвали на озвучивание Джона Коннора. Хилари Голдстейн из IGN дал для всех консольных версий, кроме IOS-версии, 6,3 из 10 из-за посредственных визуальных эффектов, хорошей помощи искусственного интеллекта игроку и полного отсутствия ценности переигровки. Он также подверг критике игру в связи с отсутствием голоса Бейла.

## Актёры озвучивания
- Гидеон Эмери — Джон Коннор
- Мун Бладгуд — Блэр Уильямс
- Роуз Макгоуэн — Энджи Солтер
- Common — Барнс
- Шон Кори Купер (англ. Sean Cory Cooper) — Дэвид Уэстон
- Нолан Норт — Самуэль Добкин